# HD158175
HD158175 — хімічно пекулярна зоря спектрального класу B8, що має видиму зоряну величину в смузі V приблизно  7,5.
Вона  розташована на відстані близько 46593,8 світлових років від Сонця.

## Пекулярний хімічний склад
Зоряна атмосфера HD158175 має підвищений вміст 
Si
.